# 卡西族
卡西人（英語：Khasi people）是主要分布在印度東北和孟加拉的跨境民族，主要居住區為高原。使用卡西語，並有卡西文字。於西元1947年時被政府劃分到隸屬阿薩姆邦地方政府的一自治部落區。
卡西族屬於母系社會，並有明確的階級制度。不論是氏族領頭、酋長或地位較高的宗教人員皆是由女性擔任。女性需要負責家中的宗教祭祀活動，也只有女性能繼承遺產。

## 民族分佈、人口與語言

### 民族分佈
卡西人有九成以上人口分布於印度東北部梅加拉亞邦的卡西丘陵及詹塔丘陵（西元1970年為阿薩姆邦的一部分）。其餘少數人口分佈在孟加拉、印度阿薩姆邦、西孟加拉省、米佐拉姆邦、馬哈拉施特拉邦、特里普拉邦、坦米爾納德邦、阿魯納恰爾邦、尼科巴群島。

### 人口
根據西元2001年的人口調查，在印度的卡西人有843,000人。至西元2016年，分布在印度與孟加拉的卡西人口總數已達1,622,000人。
| 區域名稱          | 人口數    |
| ----------------- | --------- |
| 梅加拉亞邦        | 1,498,000 |
| 阿薩姆邦          | 33,000    |
| 西孟加拉省        | 900       |
| 特里普拉邦        | 900       |
| 那加蘭邦          | 700       |
| 米佐拉姆邦        | 600       |
| 馬哈拉施特拉邦    | 500       |
| 坦米爾納德邦      | 400       |
| 阿魯納恰爾邦      | 400       |
| 安達曼-尼科巴群島 | 400       |
| 德里              | 300       |
| 曼尼普爾邦        | 200       |
| 喀拉拉邦          | 40        |
| 昌迪加爾          | 40        |
| 北方邦            | 40        |
| 中央邦            | 10        |

| 區域名稱   | 人口數 |
| ---------- | ------ |
| 錫爾赫特市 | 48,000 |
| 達卡       | 30,000 |
| 朗布爾市   | 4,400  |
| 吉大港市   | 1,800  |
| 拉傑沙希市 | 900    |
| 庫爾納市   | 50     |

### 語言與文字

#### 語言
以下為「卡西語」的語系分類：
- 南亞語系
  - 卡西—克木語族（原北孟高棉語支）
    - 卡西語支
      - 卡西語

卡西語於2005年成為印度梅加拉亞邦的第二官方語言後已廣泛應用於各領域，例如：小學教育、中學教育、電台、電視、宗教信仰。聯合國教科文組織並於2012年5月認定卡西語已非瀕危語言。
卡西語之下又細分成五種方言，分別是索拉語、咖里亞姆語、瓦爾語、博伊語、弄蘭語，其中又以索拉語為標準語。各方言間有顯著差異，索拉語與博伊語因差異過大有時會被認為是獨立語言，只有部分方言能相互理解，例如：索拉語與瓦爾語的詞彙有75%相似。

#### 文字
過去，卡西語並沒有屬於自己的文字。直到西元1813年到1838年之間，傳教士威廉·克理嘗試以阿薩姆文字將卡西語記錄下來後，有了大量的以阿薩姆文字寫作的卡西人相關書籍，其中包括記錄卡西人宗教的重要手稿——《卡西人的習俗》。
西元1841年，威爾斯的傳教士湯瑪斯瓊斯改以拉丁字母紀錄卡西語，是以卡西語字母與威爾斯字母有些許相似。
卡西語字母表
| 大寫 | A | B | K | D | E | G | Ng | H | I | Ï | J | L | M | N | Ñ | O | P | R | S | T | U | W | Y |
| 小寫 | a | b | k | d | e | g | ng | h | i | ï | j | l | m | n | ñ | o | p | r | s | t | u | w | y |

## 地理環境

### 地理位置
卡西人九成以上人口分布於介於北緯約20~27度，東經約88~95度之間，印度東北部梅加拉亞邦的卡西丘陵及詹塔丘陵。

### 環境樣貌與地形
卡西丘陵是印度梅加拉亞邦加羅-卡西山脈和帕凱山脈的一部分，屬於梅加拉亞邦亞熱帶森林生態區，是世界上氣候最濕潤的生態區之一，年雨量1300—2500公釐，雨量自西向東遞增。月平均最高氣溫40.5℃，1月溫度最低，1-4月乾旱。6—10月是雨季，雨量占全年80％。該地樹種多樣性高，是木蘭屬、含笑屬、杜英科、胡頹子科樹木的集中地。

## 歷史沿革
16世紀中， 25個獨立的卡西族酋邦與分散的詹塔王國並存。在英國人到達印度之前，各個卡西族的小國間的文化關聯相當有限，他們之間的接觸很大部分表現在村落間、國與國之間的戰爭衝突，以及對錫爾赫特市和雅魯藏布江大峽谷的突襲與貿易上。

英屬印度國旗

西元1756年，當錫爾赫特市與其市場成為英屬印度的一部份被併入英國殖民式經濟，卡西人與英國之間開始產生間接關聯。
西元1837年，為了建造穿越嫩格拉國，連結加爾各答與雅魯藏布江大峽谷的道路，英國政府進入西卡西丘陵的嫩格拉國與當地的酋長進行協商，至此卡西人與英國間終於終止敵對狀態。
西元1862年英國完成與所有卡西族小國間的協議簽訂，允許卡西人的自治權且免於繳納英國政府稅收。
在英國政府將西隆定為阿薩姆邦的首都後，卡西族產生許多重大的文化變遷，例如：財富的增加、傳統文化的衰退、教育水平提升、與其他族群通婚。
西元1947年，卡西－詹塔丘陵地區組成一自治部落區，隸屬阿薩姆邦的地方政府，地方長官形同印度總統的代理人負責管理。然而卡西人原先含眾多官員的國家系統仍完整地維持著。

## 社會、家庭與婚姻
卡西族有三個明確的階級——貴族、平民、奴隸。年長的人及地位高的人會穿戴頭巾以彰顯地位，而有財富的人則會在手肘上方戴銀色臂環。在卡西族，財富的彰顯有很多種形式，包括葬禮時為亡者立的墓碑大小，及對作為裝飾品的鑼(wiang)的所有權。某種程度上，祭司(lyngdohship)也被看作地位的象徵。
卡西族為母系社會，女性的地位比男性要更突出的多，女人也擔任儀式的領導人，這點顯現在她們對家中祭儀的處理、執行。在卡西族中，以「村落」為實行族內通婚的單位，每個村落內含許多母系氏族，這些氏族內的成員認為他們的起源能追溯到一位共同的女性祖先，因此在此社會組織結構中「團結」的特質非常明顯。這種母系氏族社會或許是卡西族最重要的初級社會制度。
若身為一個母系氏族中的男性成員，在結婚時他便不再屬於原生氏族，且身分會從原氏族中「兄弟(u kur)」的角色轉換為妻子氏族中「父親(shong ka)」的角色。他不得參與妻子氏族中的宗教儀式，逝世時也不得葬在妻子的家墓中。

### 社會型態

#### 政治組織
- 卡西族各個國家最初是由自願結盟的村落、群體所產生，國中頭人為酋長(siem)，酋長握有司法審判權限及有限君權。繼承酋長身分的人皆是女性，一位新的酋長會由祭司或非祭司氏族、村長、市場監管者(basams)所組成的選舉團體，從酋長家庭中選出。
- 國家內，有一功能似諮詢會議的機構被稱為「杜爾巴(durbar)」，該機構內成員稱為「Mantri（英语：Mantri）(mantri)」等同國務大臣的存在，這些人也是國內事務管理真正的負責人。有些國內會有「村長(sirdar)」這個官員以處理地方事務。
- 在大多數國內，酋長同時是宗教上及世俗上領袖，他負責帶領特定公共宗教儀式、占卜及在處理司法事務上扮演法官的角色（杜爾巴為陪審團的角色），在過去酋長也是戰役中的軍隊首領。
- 卡西族其中幾個國家中，酋長是由人民普選產生，英領時期英國政府曾嘗試將這種方法推廣到每個卡西族國家當中，然而結果卻有很多疑問，因為很少有選舉團體能保有證明酋長的確是他們自己選出來的。

#### 社會控制
人際關係緊張、家庭爭執和氏族內部爭吵，這些都是在卡西族社會中會造成衝突的主要原因。其他原因，包括因發假誓所引起的詛咒、近親亂倫、報復、更改信仰、未能維持家中宗教祭儀、通姦、強姦、縱火和巫術。為避免上述情況發生，卡西族以社會控制來加以規範。
社會控制靠氏族、村落、國家、國家權威維持。傳統上為維持社會秩序所採取的手段含流放、罰金、詛咒、剝奪繼承權、強迫勞役、下獄、死刑、監禁、強加手鐐腳銬、監禁在底下燃燒著辣椒的竹製平台。

#### 社會化
- 卡西族會在小孩出生後一天提之命名。
- 女人是促成社會化的媒介。
- 家庭活動集中在宗教儀式、家產管理、維護保持親屬關係，男人、女人和小孩皆參與這些或其他勞動相關活動。

### 家庭與婚姻型態

#### 親屬群與繼嗣
卡西族是提到「母系社會」時一個眾所周知的例子。在卡西族中，母系家族最大的單位為「氏族」（稱為kur或jaid）。他們提及四代同堂（即曾祖母到曾孫）的家庭時會稱之為一個「子宮」（即發源地之意）。各氏族可追溯回一位女性祖先（被稱為氏族譜系的祖母），而她的後代則被稱為「一個氏族」(shi kur)。氏族下的分支為亞氏族及家庭(iing)，一個家庭通常由祖母、祖母的女兒及祖母女兒的孩子們組成。

#### 親屬稱謂
卡西族採用依落郭型親屬稱謂系統，即M=MZ，F=FB，Z=MZD=FBD，B=MZS=FBS，MBD=FZD，MBS=FZS。

#### 家戶單位
基本的卡西族家戶單位為一個由祖母、她的女兒及祖母女兒的孩子組成的家庭，在祖母有生之年她都是一家之主。Nakane 將卡西族家庭區分為四種類型： 
1. 一個家庭由妻子、丈夫、孩子，和妻子未婚的手足們
2. 一個家庭中幾乎包含所有成員（但不含他們的配偶）或一個更大的包含三或更多代的人（含配偶）的家庭
3. 介於第1型與第2型之間的中間型家庭，在尚未生孩子的新婚夫妻間很流行。丈夫會住在妻子家中但時常回到他的姊妹家中用飯、過夜，平時也要負責妻子家及原生家庭的工作
4. 以一個核心家庭為單位（通常在男子娶了非繼承人的女性時）

根據Nakane 的研究，大多數的卡西族家庭屬於第1、3、4型，這三型在村落中都很常見。

#### 遺產繼承
卡西族實行幼嗣繼承制。當一個女性去世時，不動產的繼承屬於家中最小的女兒，其他幾個女兒從母親那分到的遺產相對較少。若逝去的女性沒有女兒，則遺產會轉移到她家中最小的妹妹的女兒身上；若她的妹妹也沒有女兒，那麼遺產會由她的姐妹及其他女性親屬接收。卡西族的男人是禁止繼承不動產的。結婚前，一名男子所取得的財產屬於他的母親；結婚後，他所取得的財產屬於他的妻子和孩子。
在卡西族的繼承系統，信仰轉換成基督教的話可能會損害自身擁有的繼承權。在歷史上就曾發生過，卡西族的女性繼承人因皈依基督教而失去繼承權的例子。隨著社會內部對基督教的接受程度提高，這些權利也得到恢復。然而，仍會中斷皈依基督教女繼承人在家庭中祭司的作用。

#### 婚姻
- 極大多數的卡西人都遵循一夫一妻制，他們的社會並不偏好其餘的婚姻形式，是以幾乎沒有人偏離這種單偶婚的準則。
- 婚姻是一種純粹的民事契約，男性的從結婚年齡範圍從18到35歲，女性則是13到18歲。雖然包辦婚姻確實存在卡西族社會中，但這並非是首選的婚姻形式。

根據Gurdon的研究，卡西族婚後居處方式是從母居，在一對夫妻產下一至兩個孩子後他們才會從妻子的母親家離開。C. Nakane則針對兩種婚姻類型做進一步的區分，第一種是與女性繼承人的婚姻，第二種是與非繼承人的女性的婚姻。對Nakane來說，上述的婚姻類型是影響婚後居處方式的決定因素，這是牽扯到繼承與財產所有權的結果，與卡西族的家庭結構相關。簡言之，與女性繼承人的結婚需要入贅，而與非繼承人的女性結婚則採新居制。
卡西族的男子偏好與非繼承人的女性結婚，因為這使他們能建立一個獨立的家庭，且多少能免於承受來自女方親屬的壓力。當他的妻子（若該位女性為繼承人）逝世，那麼這位男子就得回歸他的原生氏族；當他逝去的妻子並非繼承人，小孩年紀也不小了，且他有打算與妻子的妹妹結婚時，這位男子就能與孩子待在一起。在卡西族社會中，是禁止在妻子過世後娶妻子的姊姊的，也不流行娶寡嫂。
在卡西族的經濟逐漸貨幣化、男人在村落以外找到工作後，原先的婚後居處模式可能因此改變。

## 產業與生活

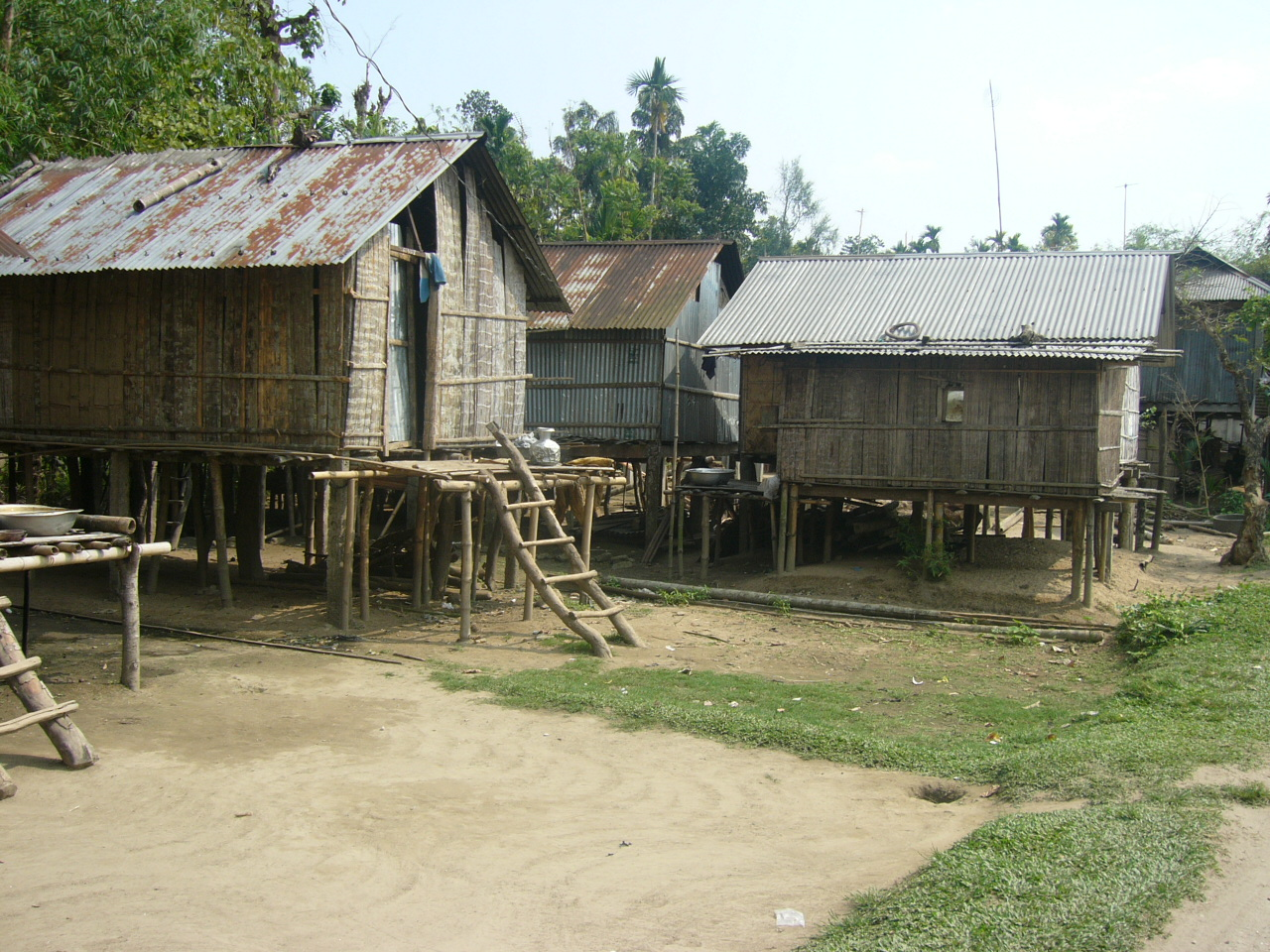
卡西族部落的房子

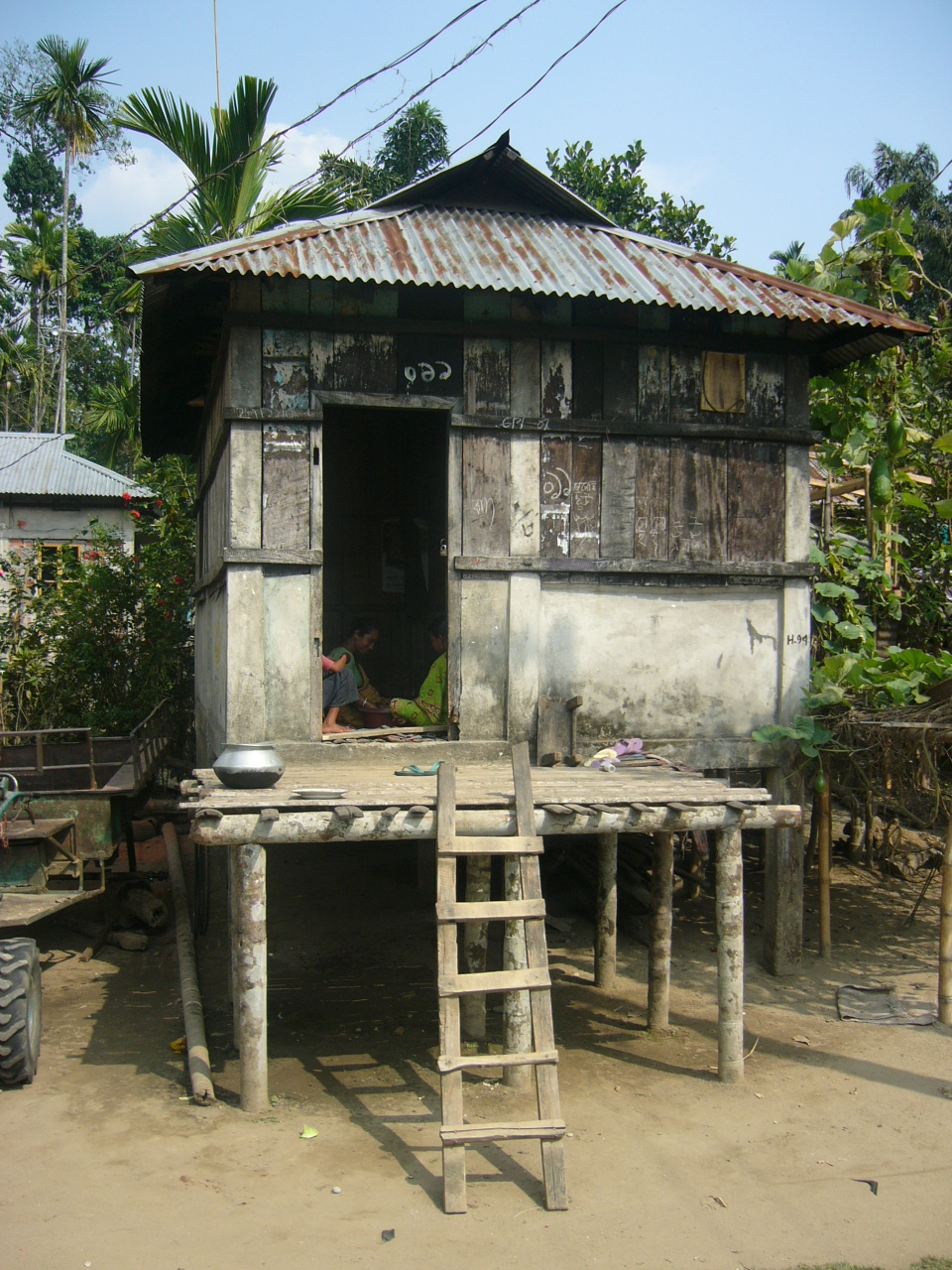
卡西族住屋

### 居住
卡西村落建立在山頂下方的小低陷處中，並且每戶人家的房子都建的很近，以防強風暴雨侵害。一個卡西村落上下橫跨的幅度可能高於100公尺，村落在建立後就固定下來，幾乎不會再改變地點。典型的卡西族住房是有三個客房的貝殼形建築：shynghup（作為儲藏所的入口處）時，nengpei（做飯及供大家坐下歇息的中間房），以及rumpei（用以睡覺的裡屋）。 
除了個人住房以外，家庭陵墓和墓碑（mawbynna）都會位於住家一定範圍內或附近。聖林則位於被村落中人民所崇拜的守護神附近的山坡頂和背風處。市場位於卡西族村落外（根據不同地區，有的會靠近墓碑，有的在河或是一群樹木附近）。在卡西的村落之中還可能發現一些公共建築、基督教教堂和學校。
村落內並不會因為財富多寡而產生內部分裂，窮人與富人會共同居住在一個區域裡，但富裕的卡西人家中設備會更現代一些，例如：有鐵屋頂、煙囪、玻璃窗戶、門，有些人甚至有歐洲風格的房屋和家具。

### 經濟

#### 生計與商業活動
農耕是卡西族主要的生計活動，而家庭農場（由單一家庭管理，有些會有外來工人的協助）是作物生產的基本經營單元，作物生產的目的為消費和貿易。卡西人是多職業的，他們的經濟植基於市場。營銷社會存在是為促進貿易，並在個人需要的時候提供幫助。
在卡西族中有四種類型的耕種土地利用：森林、濕水田(hali or pynthor)、宅基地(ka 'dew kyper)和高草地(ka ri lum or ka ri phlang)。林地採用火耕的方式，砍伐樹木並焚燒，然後在燃燒後的土地上以鋤頭種植種子輪耕。在山谷中的水田由土堤來區分開，裡頭的水則由灌溉渠道引入。透過使用牛隻和鋤頭使土地能達到適當的密度。
由卡西族生產的農作物包括蔬菜類、豆類、甘蔗、玉米、水稻、馬鈴薯、穀子、菠蘿、薏仁、檳榔、月桂葉、山藥、木薯、棉花、柑桔、檳榔；在該地區已知的其他作物，包括薑黃、生薑、南瓜、葫蘆、茄子、辣椒、芝麻。卡西人也從事其他生活活動，如捕魚、以陷阱捕鳥、狩獵和豢養山羊、牛（奶牛和公牛的糞便，田間栽培和奶製品）、豬（作為犧牲）、狗、母雞（作為犧牲），雞和鴨（主要為了雞蛋），和蜜蜂（為了幼蟲、蠟、蜂蜜）。

#### 工藝
工業化在某程度上影響卡西人，但多樣的工藝仍普遍由他們自己做。
家庭手工業及工藝包括甘蔗和竹作品、打鐵、裁縫、紡紗織布、蠶繭飼養、飼養蟲膠、石材切割、製磚、珠寶製作、陶器製作、煉鐵和養蜂。
製成品包括：針織布、粗棉布、棉被（由拍打和編織樹皮製成）、銀製品、各式農事用具、網袋、陶器、席子、籃子、繩索、細繩、火藥，銅炊具、弓、箭、劍、矛、盾。

#### 貿易
貿易發生的村落之間、平原地區、高地和低地之間。以物易物（現在較少）與貨幣是貿易交流的媒介。大型除了西隆的大型中央市場以外，還有許多當地市場（以村落為基礎），卡西人的產品大部份都被輸出。
在典型的卡西市場可以找到以下出售物：蜜蜂、米酒、大米、小米、豆類、甘蔗、魚、土豆、橙子、檸檬、芒果、麵包樹果、辣椒、香蕉、肉桂、山羊、綿羊、牛（用於生計和屠宰）、住房和農事產品。在像西隆那樣的大型市場中，甚至可以找到來自外國市場（如：歐洲）的貨品。

#### 勞動分配
男人清理土地，進行農業輪墾、處理牲畜、從事金屬製品和木製品的製作。女人織布、作為在市場上攤販的角色、並在兒童的社會化方面負很大的責任。
女人被認為是在市場上負責供應銷售的角色；男人則透過出售其製造和生產（例如：鐵工）的物品、豢養牲畜、獵捕來參與市場活動，他們也能提供市場的供給，並藉由充當會計師的方式對市場行駛某種程度的控制，例如：丈夫可能負責他自己的家庭（為他的妻子在田裡工作），但在同一時間仍持有他妹妹的商業帳戶。

#### 土地所有制
在卡西族中有四種公有土地的類型：Ka ri Raj（官地）、Ka ri Lyngdoh（祭司的土地）、Ki shong（村落裡生產茅草、木柴等的土地）和Ki'lawkyntang（聖林）。還有兩種私有土地的類型：ri-kur（由氏族擁有的土地）和ri-kynti（家庭擁有的、或取得的土地；它是由女人從她母親身上繼承而來，或者被一個男人或一個女人收購而得）。
祖先的土地由女人擁有，但男人在該地耕種所得的農產必須運至當初負責分配土地給家中成員的母親家中。通常情況下，若一個未婚的男人獲得土地，在他死後土地由他母親繼承；已婚的男人死後則是由他的小孩繼承土地。

## 信仰與習俗

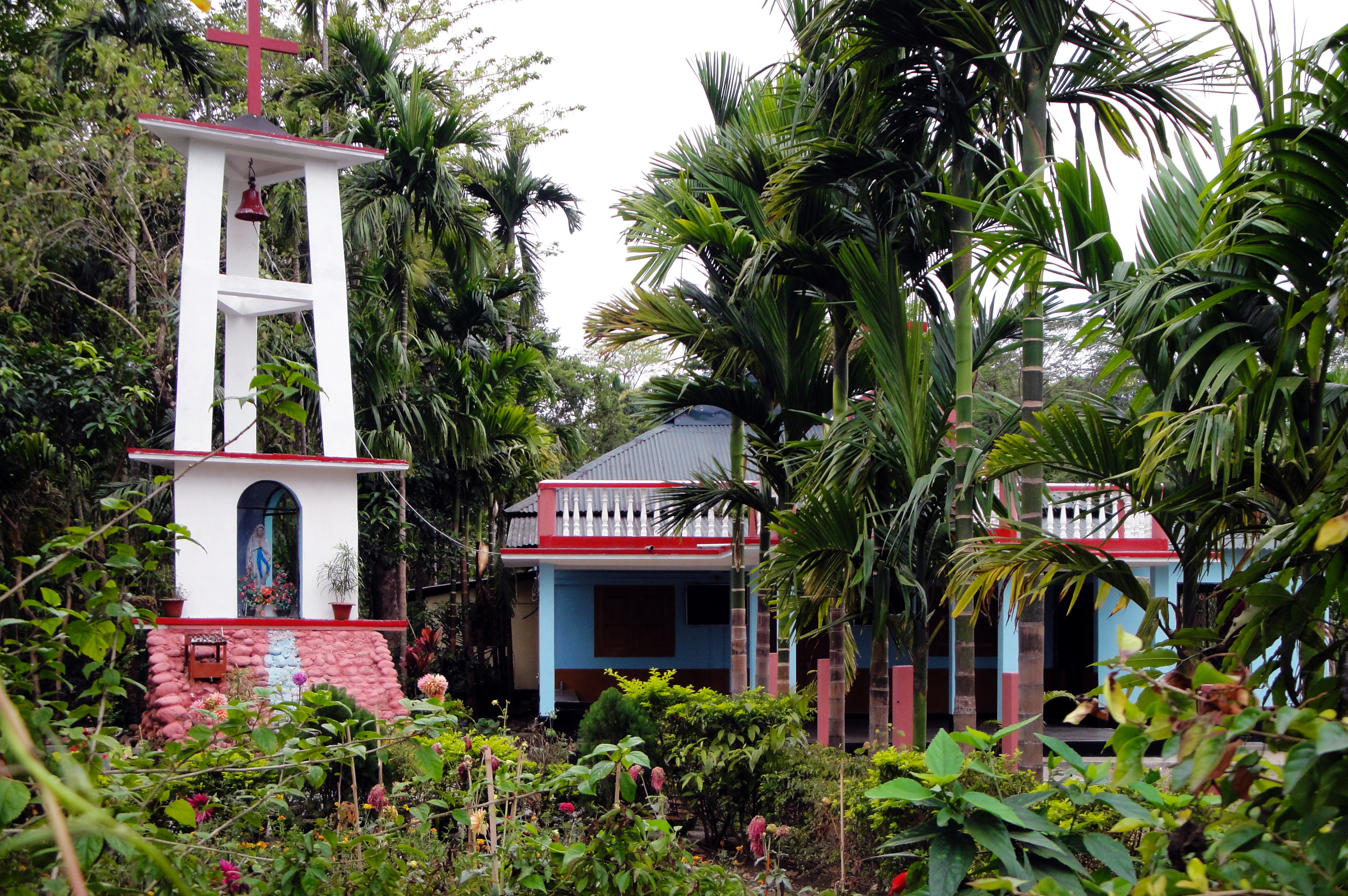
卡西族社區內教堂

## 信仰與習俗[8]

### 信仰
十九世紀末威爾斯加爾文派教會在卡西族進行的基督教傳教工作。至今，已有半數以上的卡西族人信仰基督教。然而，卡西族的傳統宗教信仰的核心保持不變。在卡西族，人們相信造物主神（u Blei Nong-thaw）是女性。人們在獻祭犧牲及遇到困難時皆會向她祈求庇佑；善與惡的靈的安撫及祖先崇拜，也是屬於該信仰體系的一部分。以下是幾個主要被崇拜的神靈：Ulei muluk （國家之神），Ulei umtang（飲水、煮水之神），Ulei longspah（財富之神）和O Ryngkew 或U Basa shnong（村落守護神）。

#### 宗教從業者
靈的安撫由lyngdoh（似牧師）或由在招魂術方面知識淵博的老人進行。其他從業者包括soh-blei、soh-blah（僅有有限祭司功能的男性人員）和必須出席犧牲獻祭和nongkhan（占卜）場合的女祭司ka soh-blei（也叫ka-soh-sla或ka-lyngdoh）。
lyngdoh（由一個特殊的祭司氏族任命，並終身擔任這項職務），在一個國家內可能有好幾個，是公共宗教祭祀的主要負責人；他也有與婚姻法和家庭驅魔相關的一些職責。在一些小國裡，lyngdoh（似牧師）包含酋長的責任、在長老會議的協助下統治。
執行家中祭儀是家中或氏族中領頭的職責，她們通常以kni（舅舅）為媒介來完成這件事。女祭司必須出席所有獻祭，她們是唯一擁有完全聖職者權威的宗教人員；在一些小國（如，Nongkrem），有一個最高女祭司，其執行祭司的功能並有國家元首般的地位。
在多數卡西族社會改信基督教後也帶來重要的改變。原先最小的女兒（在傳統卡西族文化中負責進行父母的葬禮、擔任家中祭儀的首席執行人）所負責的祭司功能已經被基督教教義和做法威脅（若是基督教徒的話，最小的女兒是不太可能為她的家庭完成宗教性責任的）。

#### 死亡與死後的世界
在卡西族的觀念中，去世後有進行適當葬禮的人代表死後能到達上帝的殿堂（或花園），那裡充滿檳榔樹園，在這裡他們享受無盡的幸福；未接受適當安葬的人則被認為會以動物、鳥類、昆蟲的形態繼續在地球漫遊。
這種靈魂輪迴的想法被認為是從印度神學借來的，不同於基督教末世論，卡西族的末世論沒有任何有關死後永刑的形式的特點。

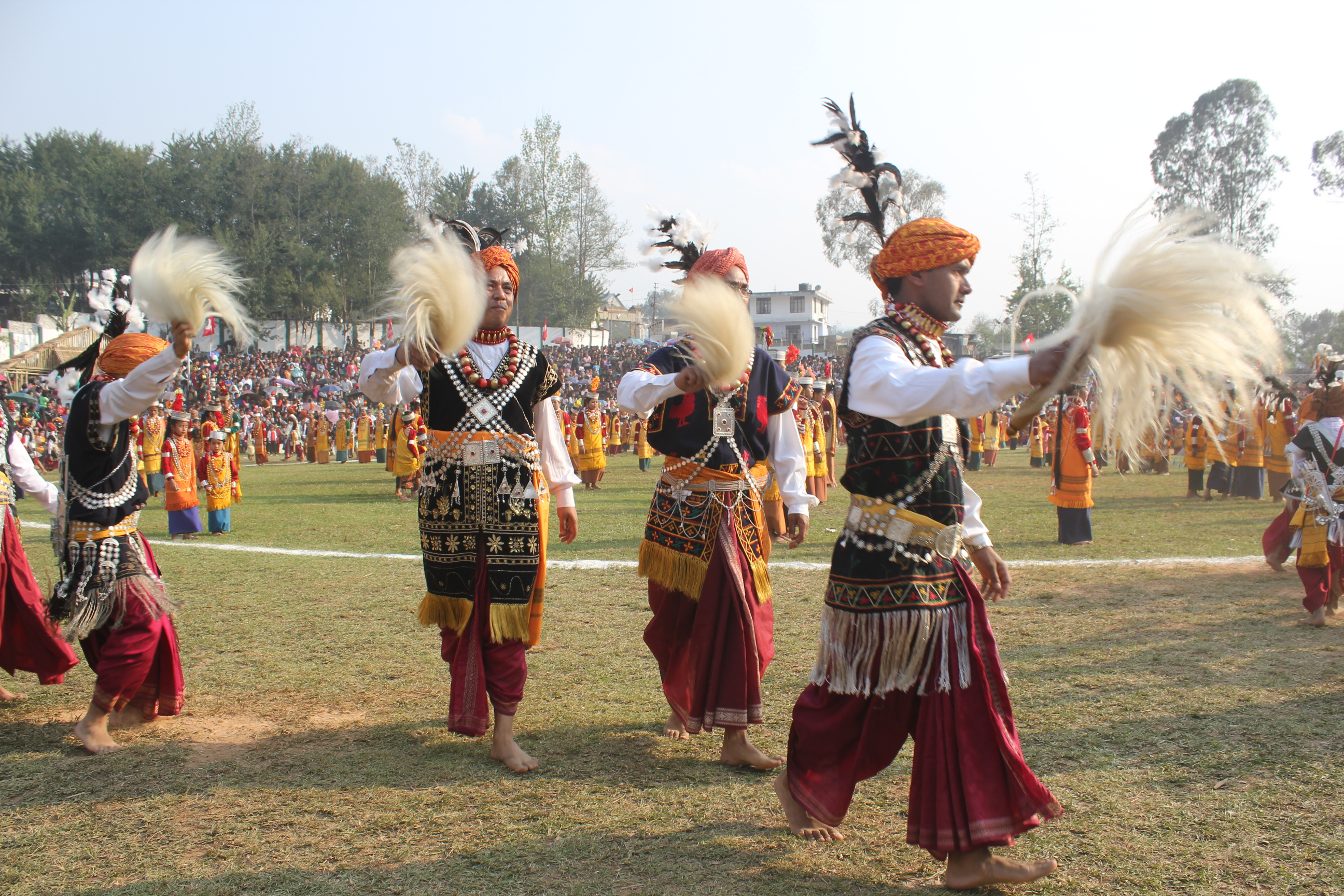
卡西男人在Shad Suk Mynsiem節慶的舞蹈

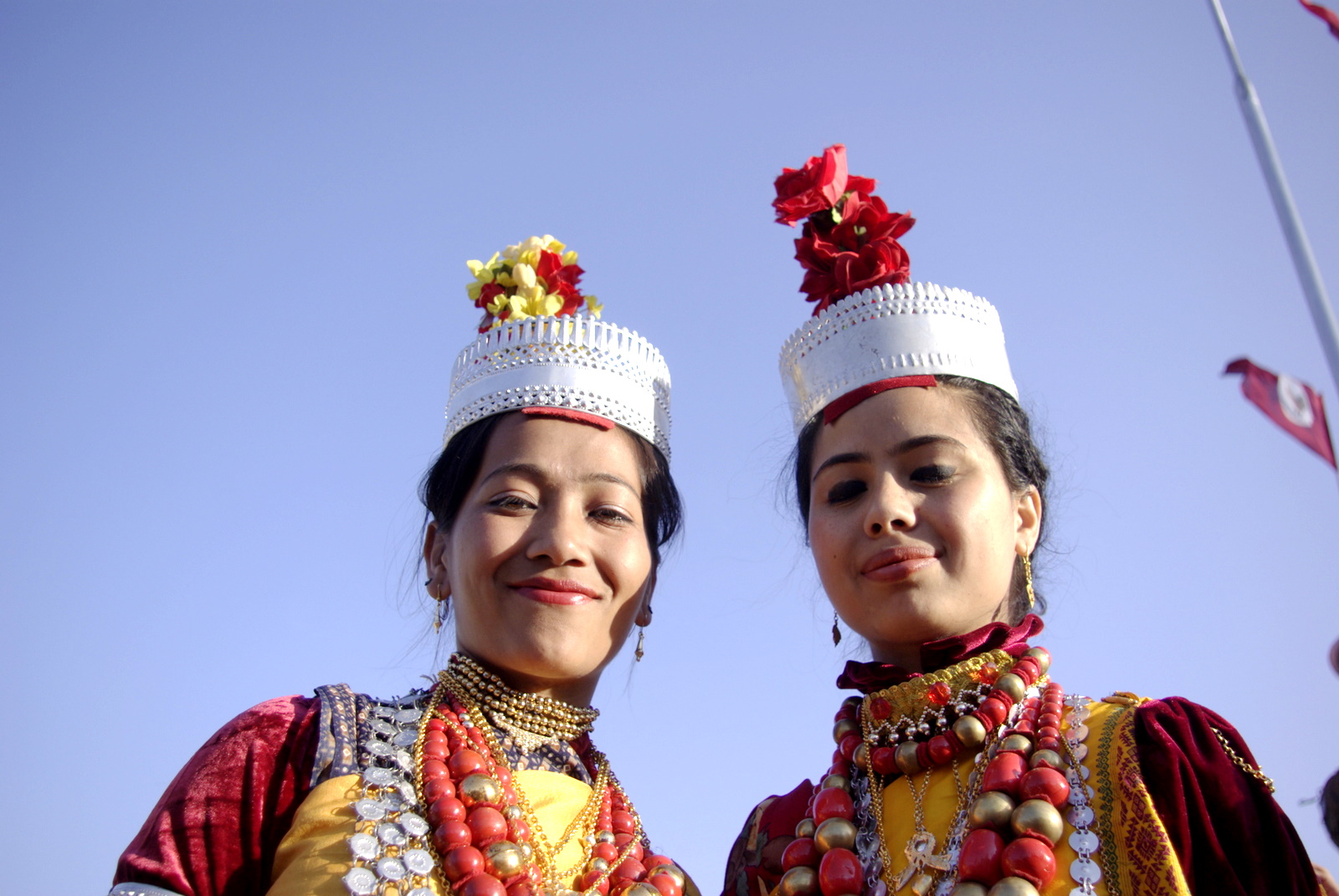
卡西女人在Shad Suk Mynsiem節慶上跳舞時的傳統衣著

### 習俗

#### 婚姻
- 卡西族的年輕男女在選擇婚前性關係的伴侶上擁有相當大的自由，因此潛在結婚對象在訂婚之前可能就已互相熟識了。一旦一個男性選定了他心目中的另一伴，便需要把他的選擇告知父母。在父母也贊同他的選擇的前提下，男方家會請一位男性親戚（或與家庭無關的男性）前往女方家做安排。女方父母會先探明女兒的意願，若女性也同意這個安排，女方父母會先確認要與女兒結婚的男子並非本氏族的成員（因為卡西族實行外婚制，婚姻伴侶不能來自同一個氏族）。當一切都令人滿意之後便要查看預兆，若預兆結果是好的，婚期便確定下來了，若預兆結果不佳，則原定的婚禮計畫就得取消。
- 卡西族婚禮儀式包含訂婚、將酒灑於地以奠祭氏族中第一位女性先祖、從同一個盤中取用食物，和將新娘帶至新郎母親家中，由未來的婆婆替新娘戴上戒指。
- 在卡西族中，離婚是常見（原因從夫妻情感不睦到不孕都有）且容易達成的。離婚儀式中丈夫要給妻子5個貝殼（或派沙），妻子在連同自己的5個歸還給丈夫，丈夫接著接這些貝殼（或派沙）丟棄或交由村落長者丟棄。

#### 儀式
舞蹈和音樂是組成卡西族儀式的重要部分，而Nongkrem舞（山羊殺害儀式的一部分）是卡西族主要的表演。透過奉獻這支舞為了確保作物豐收及好運，會在春末（通常五月）時舉行。
此外，除了有許多與人的生命週期（出生，結婚，死亡等）相關聯的儀式外，還存在著許多國家或公共儀式。

#### 醫療
傳統的卡西族醫療卡西是宗教巫術手段的實踐，用以是預防和治療疾病；唯一使用的本土藥物是chierta和艾草，並不存在當地的醫學專家。
通常疾病被認為由一個或多個靈造成，作為人們行為太懈怠結果。在此系統中，只能透過向靈贖罪恢復健康，若此靈無法平息則要透過呼喚其他靈來協助。

## 文學與藝術

### 文學

#### 口頭文學
卡西族有他們傳承的傳統的口頭文學，尤其在尚未有文字的1841年之前這種口頭文學發展的更是好。在稻田或森林辛苦工作一天之後，晚上父母或長輩會在家中講述神話與傳說交織的故事，有時也會伴隨一些簡單的樂器，兒童和青少年也在這個過程中學習「KI jingsneng tymmen」（道德和社會法律）。許多民間傳說、故事以及長者的囑託，後來都變為寫作。但在這種說講故事的傳統隨著時間的推移而消失時，有許多神話、傳說在能被記錄下來之前就已經消失了。
集體口頭文學包括「ki phawar」或各式各樣主題的對聯，在不同情況下，會搭配一些簡單的音樂，例如：把（死者氏族或家庭成員）的骨頭保存在氏族的藏屍骨罐子的儀式中，一些成員會自發地撰寫並唱起「phawar」，一個接一個成員加入並重複吟唱。其他儀式的 phawar 包括表達對祖母的尊敬等等。遺憾的是，大多數 phawar 因為未被錄音或書面紀錄而缺失。傳統的口頭形式正成為現今當代中遺失的一門藝術。

##### 類型
有些類型的口頭文學包括歌詞（詩歌和歌曲）、在各種集會使用的讚美詩、基督徒和非基督徒的儀式歌，特別是哀悼歌（這同樣是一項失傳的藝術，因為它們是自發的、口頭的）。
卡西族有許多民歌築基於愛（浪漫的愛情、父母之愛）、自然、神祇等等<。

#### 書面文學
- 書面文學的歷史始於「Ka Gospel of u Matti」（1844），這是由威爾斯傳教士湯瑪斯瓊斯翻譯馬太福音而來。詩歌是早期的卡西族作家最喜歡一種寫作類型，他們會將詩作發表在報紙上[9]。
- 二戰前是文學和非文學創作的多產期，許多辭典、史書、法律書籍、宗教書籍等等在此時期出版。在1941年至1960年這段期間，因二戰關係社會政治動盪，而卡西族也被吞併到獨立後的印度（1945）。因此，這是一個文學的「貧乏」時期，但仍能看到新興作家出現。許多作家都更加投入參與宗教書籍、文章和教科書的寫作[9]。
- 在1888年至1910年期間，出現了卡西族的先鋒作家們。在眾多對卡西族文學發展做出貢獻的人們中，有五位作家是研究中最重要的對象，他們分別是：Jeebon Roy Mairom（1838-1903）、Rabon Singh Kharsuka、Radhon Singh Kharwanlang、Rev. Morkha Chyne和Hormu Rai Diengdoh[9]。
  1. Rev. Morkha Chyne作為一個詩人的職業生涯很順利，他在1888年至1916年間文學作品產出量最高，而他的詩發表在文集「ka Ryngkap ne ki 卡西詩集」。他最著名的作品U Sierlapalang為一篇51節的故事、寓言；他也創作了長篇詩歌。由於Chyne其他詩作也得到高度讚揚，故他也被視為卡西族第一大詩人[9]。
  2. Rabon Singh Kharsuka寫了許多與卡西族宗教相關的專書，他還經常替卡西報紙撰稿，發表他的文章和詩歌。後來他的詩歌和散文後來也被收入散文集、詩集[9]。
  3. Hormu Rai Diengdohos大多與重要期刊或U Khasi Mynta日報有關聯，這些都是提供卡西作家釋放他們創作能量的平台。U Khasi Mynta還提供了一個以卡西字母、拼音系統來進行學術辯論的平台[9]。
  4. Jeebon Roy Mairom（1838-1903）由翻譯梵文書籍開始了他的文學生涯。Jeebon Roy也進行兒童故事和詩歌的創作。他還試圖寫過歷史書籍、宗教書籍[9]。
  5. Radhon Singh Kharwanlang除了寫了眾多的宗教詩歌和書之外，還寫了大約35首歌曲和讚美詩。然而，他讓人印象深刻的是兩本關於卡西族禮儀的重要著作，這些都是具有為每行10個音節傳統的「Phawar」[9]。

- 至今在卡西族作家中最耀眼的文壇之星及最偉大的詩人是Soso Tham。身為學校教師和「U Lurshai」長達十年（1910-1920）編輯，Soso tham開始寫文章和詩歌來填補報紙版面。1920年，他出版了小說集「Ki Phawer u Aesop」。在花了他微薄的收入出版這本書後，他不得不一戶戶拜訪以求將書賣給原先不願買的人們。由於受伊索寓言啟發，Soso Tham的「Ki Phawer u Aesop」將古時流傳下來的卡西族大眾常用的成語和隱喻寫入其中。至今，它仍是散文中最好的作品之一。Soso Tham還寫了無數詩作，後來都被收錄在「Ki poetry Khasi」（1925）一書中[9]。

### 藝術[10]
藝術是透過作家、詩人、藝術家和每一個創新的人創造的作品中，表達的一種的獨一無二的專屬風格、角色或身份。藝術表示由藝術家創造的具情感和物質的作品。在卡西族的說法中，組成世界的所有要素都是造物者（全能的神）精神上和物質上的作品。卡西族的信念中禁止創建的人像，因為這被認為是造物主唯一特權。因此，無論被社會所尊崇的先祖及神聖存在或是人物，都禁止以人為的方式進行創造。
卡西族的巨石、藏骨罐和卡西的其他石頭構造的物品都不會有任何意象雕刻。在織品方面除了在下擺處會有簡單的圖案外，也同樣不會出現任何意象圖象。即使是竹木工藝品也不會有任何設計，因為他們更強調功能與方便性。因此，卡西族的美學是建立在功能性和實用性之上。就此而言，在卡西族並沒有自祖先那繼承而來的民間藝術的蹤跡。
在現今情況下，當代藝術表現漸漸形成並用以揭示卡西族的想法。有一種藝術表現是將動物的角固定在房子主要出入口的前門頂部。伴隨社會上的狩獵隊習慣，流行的裝飾物趨勢是鹿角。
由於卡西族認為人像創作是一種禁忌，是以創作的慾望表現在建築物外觀和房子前門頂端，房子的其餘部分則是純粹為功用和居民的便利性。這是因為建築物外觀是最不需要考量到居住功能的的地方，所以該空間對擁有者或建造人來說是一個最適當的展示原始藝術創造的地方。同理，前門頂部也是表現戰爭勝利和家庭好運的理想空間。
在小屋入口上方掛鹿茸的傳統在現代仍被接受，並發展出一種新的方式，至今在現代化的房子（即使是複雜的水泥結構建築）上也能發現這項綿延至今的傳統。
引進阿薩姆邦型結構後，房子的外觀成為建造者或房子主人創造自己所選的圖的展示區域。著名的當地建築師Aiban Shngaiñ Mawkhroh指出：在卡西族的區域，建造者或房子主人對創造性的追求體現在每家每戶的房屋外觀上。

## 現況
在當今的時代，許多卡西人都被很好的安置在政府和公司部門。多數卡西人都受過良好的教育，部落中出了許多優秀的官員。更有許多卡西人定居國外，特別是美國和英國。